# Tomentella badia
Tomentella badia är en svampart som först beskrevs av Heinrich Friedrich Link, och fick sitt nu gällande namn av Stalpers 1975. Tomentella badia ingår i släktet Tomentella och familjen Thelephoraceae.  Arten är reproducerande i Sverige. Inga underarter finns listade i Catalogue of Life.